# Thaïs Lacoste-Frémont
Thaïs Lacoste-Frémont, née le 18 octobre 1886 à Montréal, est une militante des droits des femmes, une conférencière et la fondatrice de l'Association des femmes conservatrices de Québec (AFC). Elle est la fille de Marie-Louise Globensky et d'Alexandre Lacoste, et la sœur de Marie Lacoste-Gérin-Lajoie, Justine Lacoste-Beaubien et de Paul Lacoste.

## Biographie
Thaïs Lacoste est la 11e des 13 enfants de la famille Lacoste.  Comme ses sœurs, elle étudie au couvent d'Hochelaga, le seul lieu à l'époque, où il est possible, pour une jeune fille, d'approfondir ses études. En 1907, elle fait partie du comité de fondation de l'hôpital Sainte-Justine. La mise sur pied et l'organisation de l'hôpital, administré exclusivement par des femmes, s'avèrent complexes et nécessitent de nombreuses démarches, politiques et juridiques, principalement dues à l'incapacité juridique des femmes mariées selon le Code civil du Québec. Thaïs Lacoste participe activement à ces démarches.

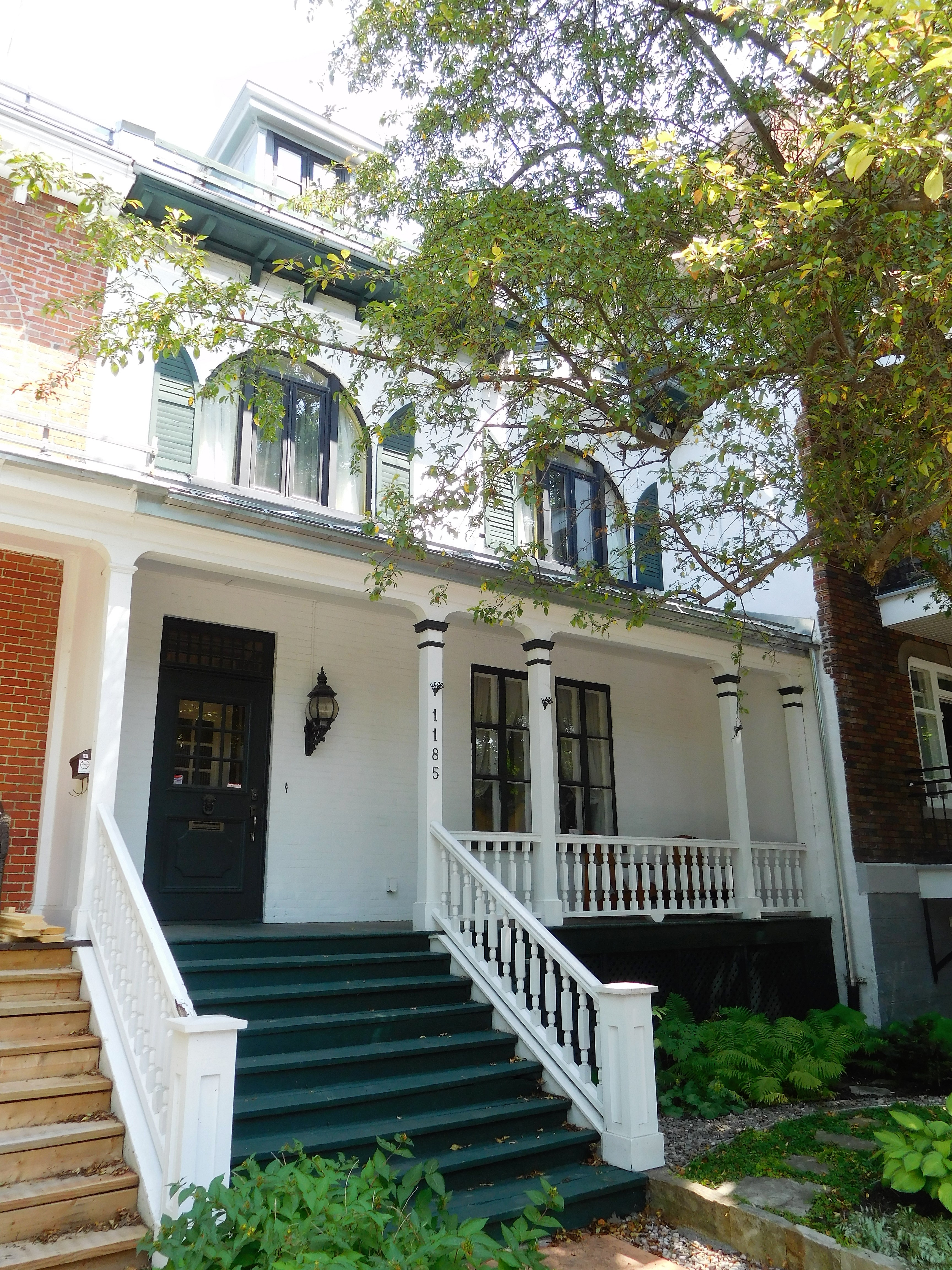
1185, avenue des Érables

Elle épouse, en 1910, Charles Frémont, un avocat, et s'installe avec lui à Québec. Le couple aura 4 enfants entre 1912 et 1922, Thérèse, Madeleine, Jacques et Claude.  En 1925, à la suggestion de son mari, un proche du parti conservateur, elle organise une assemblée électorale à l'intention des femmes.  L'assemblée est partisane mais vise également à encourager les femmes à exercer leur droit de vote encore tout récent.  Ce droit est accordé aux canadiennes en 1918 et en 1922 toutes les provinces, sauf le Québec, l'ont une à une octroyé.  Malgré la résistance du clergé québécois, les femmes sont nombreuses à exercer leur droit de vote en 1921 et en 1925.    
En mai 1926, elle fonde l'Association des femmes conservatrices de Québec. Elle participe à des assemblées et donne des conférences pour renseigner les femmes sur les enjeux politiques qui les touchent.  En 1927, pour le 60e anniversaire de la Confédération canadienne, elle donne une série de conférences en Ontario afin de rapprocher les communautés francophones et anglophones.  Une campagne électorale fédérale s'amorce au printemps 1930 et Thaïs Lacoste-Frémont y participe activement à titre d'organisatrice et d'oratrice.  Elle fait campagne non seulement au Québec mais aussi en Nouvelle-Écosse. Le parti conservateur est élu le 28 juillet.      
Pendant la crise économique elle fonde des comités de secours à Québec pour venir en aide aux chômeurs et également un bureau d'emploi pour les femmes.En 1932, elle se rend à Genève en Suisse à titre de déléguée du Canada à la 13e conférence de la Société des nations. Tout au long des années 1930 et 1940, elle s'implique dans de nombreuses associations caritatives et vouées au développement social, tel que le Cercle des femmes canadiennes, la Ligue catholique féminine, l’École d’Action catholique et le Canadian Welfare Council.  Elle signe également plusieurs articles dans le journal La Patrie et le Journal de Québec.      
En 1947, elle donne une série de conférences intitulées  «Les droits de la femme mariée dans la vie civile et politique de la province de Québec» dont certains éléments auraient servi de fondement au texte de la loi 16 présenté par Marie-Claire Kirkland-Casgrain en 1964 et qui met fin à l'incapacité juridique des femmes mariées au Québec.    
Thaïs Lacoste-Frémont s'éteint à Montréal le 6 avril 1963.  Un édifice sur la rue Cook à Québec qui héberge le Ministère des Finances du Québec porte son nom.

## Publications

### Articles
- Lacoste-Férmont, Thaïs, « Le suffrage féminin est le complément normal de la démocratie mondiale », La Patrie,‎ 31 janvier 1933, p. 2 (lire en ligne)
- Lacoste-Frémont, Thaïs, « La responsabilité de la femme mariée du Québec, en regard de son statut civil », La Bonne parole,‎ février 1949, p. 7-10 (lire en ligne)